# Desastre del Cheliuskin

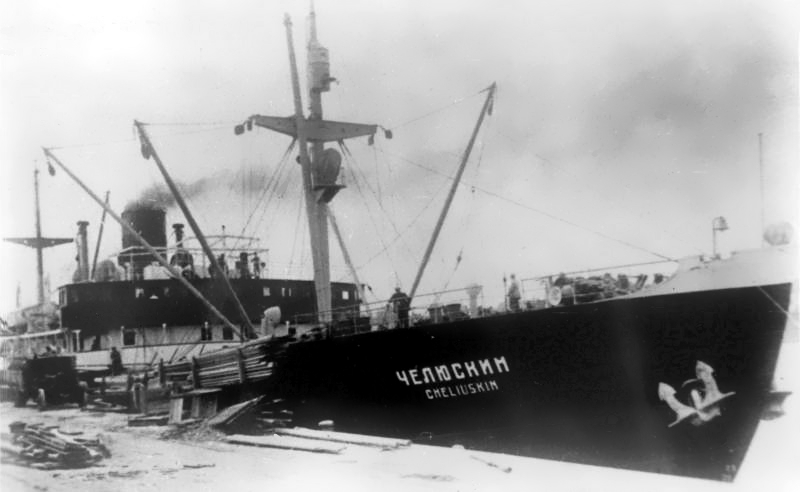

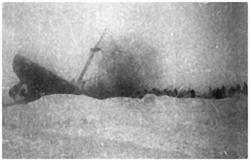
El Cheliúskin aplastado por el hielo.

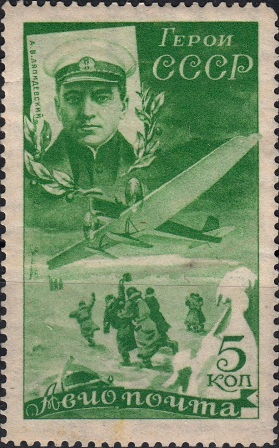
Sello soviético de 1935, con Anatoli Liapidevski, uno de los pilotos del rescate del vapor Cheliuskin.

El desastre del Cheliúskin (en ruso: Челюскин) fue el hundimiento de un barco de vapor soviético reforzado para navegar en el hielo polar, que quedó atrapado en los hielos árticos durante la travesía de la ruta del Mar del Norte entre los puertos de Múrmansk y Vladivostok en 1933 y que se hundió definitivamente el  13 de febrero de 1934. La misión de la expedición era explorar las posibilidades que tenían los barcos no rompehielos de cubrir esa ruta del Mar del Norte en una sola temporada de navegación.

## El viaje
El barco fue construido en 1933 en Dinamarca por el astillero Burmeister and Wain (B&W, Copenhague), siendo bautizado con el nombre del explorador ártico Semión Cheliuskin. El jefe de la expedición era Otto Schmidt y el capitán del barco era Vladímir Voronin. A bordo del barco se encontraban 111 personas, que fueron conocidos como los Cheliúskintsy o  Cheliuskinitas.
Después de dejar Múrmansk el 2 de agosto de 1933, el vapor logró navegar a través del mar de Barents, el de Kara y el de Siberia Oriental, pero quedó atrapado en la banquisa en septiembre y terminó hundiéndose el 13 de febrero de 1934, aplastado por el hielo, cerca de la isla Koliuchin, en el mar de Chukotka. La tripulación consiguió escapar en el hielo, y construyeron una pista improvisada sobre el hielo, utilizando un tractor, para ser rescatados por vía aérea. Fueron rescatados en abril del mismo año, y fueron trasladados al pueblo de Uelen.
Los siete pilotos de avión que tomaron parte en las operaciones de búsqueda y rescate, fueron los primeros en recibir el recientemente instituido título de Héroe de la Unión Soviética. Estos pilotos fueron Anatoli Liapidevski, Siguizmund Levanevski, Vasili Mólokov, Mavriki Slepniov, Mijaíl Vodopiánov, Nikolái Kamanin e Iván Doronin. Volaron en un ANT-4, una versión civil del bombardero pesado TB-1. Dos mecánicos aéreos americanos, Clyde Armistead y William Latimer Lavery, que ayudaron a la búsqueda y rescate, fueron condecorados con la Orden de Lenin el 10 de septiembre de 1934.
Aunque el vapor quedó atrapado en la boca del estrecho de Bering, la Unión Soviética consideró la operación un éxito, ya con ello probó que un simple vapor tenía la oportunidad de navegar toda la ruta del Mar del Norte en una misma temporada. Después del algunos intentos en 1933 y 1934, la ruta del Mar del Norte quedó oficialmente abierta y su explotación comercial se inició en 1935. Al año siguiente, parte de la Flota del Báltico soviética hizo la travesía al Pacífico cuando el conflicto con el Japón se avecinaba.

## Reconocimientos
En conmemoración a la catástrofe, la plaza central de Yaroslavl fue llamada en su honor Plaza de los Cheliúskintsy. También la poeta Marina Tsvetáyeva escribió un poema de alabanza al equipo de rescate. Se intentó encontrar los restos hundidos de la nave en cuatro expediciones, hasta que finalmente fueron encontrados en septiembre de 2006. Los investigadores utilizaron robots para explorar los restos que hallaron a unos 50 m de profundidad.